# Vincenzo Brunacci
Vincenzo Brunacci (1768-1818) fou un matemàtic italià nascut a Florència.

## Vida
Va ser professor de Matematica sublime (càlcul infinitesimal) a Pavia. Va transmetre les idees de Lagrange als seus deixebles, entre els quals cal destacar: Ottaviano Fabrizio Mossotti, Antonio Bordoni i Gabrio Piola.
Va estudiar medicina, astronomia i matemàtiques a la Universitat de Pisa. El 1788 va obtenir el seu doctorat i el mateix any va començar a donar classes de matemàtiques al Institut Naval de Leghorn. El 1796, quan Napoleó va ocupar Itàlia, va donar suport al nou règim i, a conseqüència de la reacció austríaca, va haver de marxar a França entre 1799 i 1800. En retornar, va obtenir la càtedra de la universitat de Pisa i el 1801 es va traslladar a la universitat de Pavia com a professor de càlcul infinitesimal i va arribar a ser degà de la universitat.
Brunacci considerava que l'aproximació de Lagrange al càlcul, desenvolupada en la "Théorie des fonctions analytiques", era la correcte i que el concepte de infinitesimal havia de ser esborrat de l'anàlisi i de la mecànica. Qualsevol altra manera d'ensenyar el càlcul va estar prohibida a Pavia. Brunacci va influir notablement en els seus deixebles.
Va cooperar amb l'administració pública, ja que el 1805 formava part del Comitè pel projecte del Canal de Pavia i l'any següent va ser inspector d'aigües i carreteres.
El 1809 va ser membre del comitè de pesos i mesures i des de 1811 va ser inspector general d'Ensenyament Públic.
Va morir a Pavia el 1818.

## Obra
Les seves principals obres són:
- Opuscolo analitico, (1792).
- Calcolo integrale delle equazioni lineari, (1798).
- Corso di matematica sublime, en quatre volums, Florència, (1804–1807).
- Elementi di algebra e di geometria, en dos volums, Florència, (1809).
- Trattato dell'ariete idraulico, (1810).

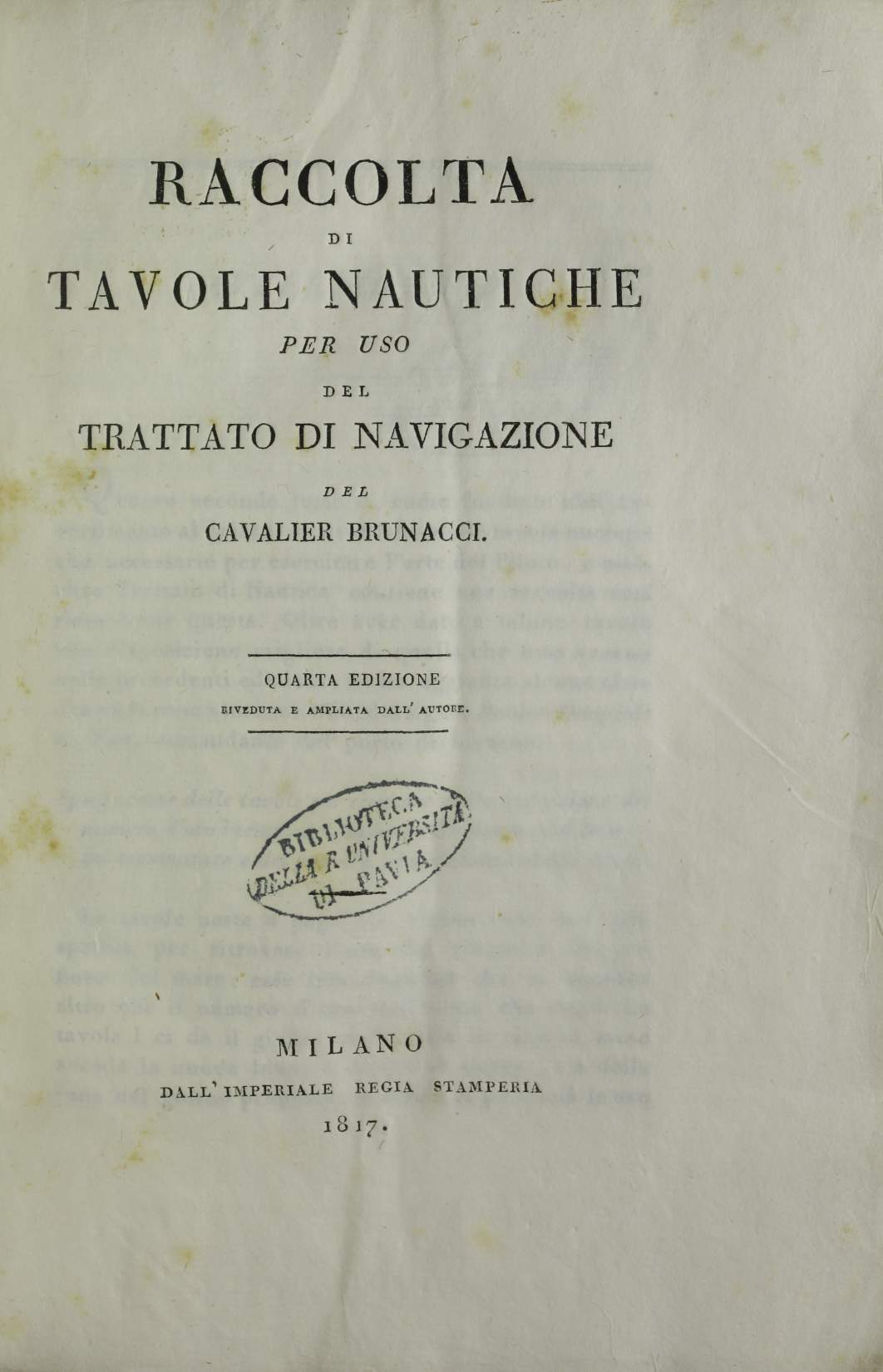
Trattato di navigazione, 1817
Pratiche per la dispesa de l'acqua, 1814